# 지바 오사무
지바 오사무(일본어: 千葉 修, 1968년 5월 22일 ~ )는 일본의 전 축구 선수이다.

## 구단 경력
1991년 일본 사커 리그의 혼다 기연에 입단했다. 1992년 J1리그의 가시마 앤틀러스로 이적했다. 1995년 가시와 레이솔로 이적했다. 1996년부터 1997년까지 재팬 풋볼 리그의 브럼멜 센다이에서 뛰었다. 1997년후 현역 은퇴.